# Toxomantis
Toxomantis es un género de mantis de la familia Toxoderidae.

## Especies
Tiene las siguientes especies:
- Toxomantis sinensis
- Toxomantis westwoodi